# Juan Bellia
Juan Carmelo Bellia (Buenos Aires, 1952) es un músico y compositor argentino de música original para teatro, televisión y radio. Integró como bajista la formación original de Sui Generis entre 1967 y 1970. Integró la banda Casandra Lange de Charly García en los años 1994 y 1995 y participa en el álbum Estaba en llamas cuando me acosté (1995). Participa como arreglador y coproductor en la presentación y disco Hello! MTV Unplugged, en los álbumes Say no More (1996), Alta fidelidad Mercedes Sosa-Charly García (1998). Integró también las bandas Mesías ((1987-1989) y Reverendos Hijos (1989-1995).

## Biografía
Juan Bellia nació en 1952. Siendo adolescente, en la década de 1960, formó una banda colegial de música beat llamada To Walk Spanish, con Charly García (piano, guitarra y voz),  Alejandro Correa (guitarra) y Alberto "Beto" Rodríguez (batería), que se mantuvo entre 1967 y 1968. En 1968, To Walk Spanish se fusionó con la banda The Century Indignation, integrada por Carlos Piegari y Nito Mestre, para formar Sui Generis, que años después se convertiría en una de las bandas emblemáticas del «rock nacional» argentino, estructurada como dúo entre García y Mestre.
Correa en esa época compuso la canción «Gaby», con Carlos Piegari, que Charly García incluyó en el álbum Música del alma (1980). Hacia 1970 Correa comenzó a trabajar como bajista para la banda de música infantil de Pipo Pescador, razón por la cual debió abandonar Sui Generis.
Luego de abandonar Sui Generis, se dedicó a la enseñanza musical y a la composición de música para teatro y televisión. Integró también las bandas Mesías ((1987-1989) y Reverendos Hijos (1989-1995)

## Música teatral
Compuso música para las siguientes obras teatrales: Treasure Island (Teatro Parakultural de Buenos Aires, 1992), Treasure Island (Parakultural, 1992), Aurora en Copacabana (Teatro Municipal Cervantes, 1992), Shakespeare Trilogy (Teatro Municipal Cervantes, 1993), Saturno de Banfield (Teatro Municipal Gral. San Martin, 1995), Alarma Entre las Animas (Teatro Municipal Gral. San Martin of Buenos Aires, 1997), La Conquista del Polo Sur (Teatro Municipal Gral. San Martin, 1999), Extraños en la 12 (Coro teatral, 1998-2000), Perfume (Hackensack Cultural Arts Center, 2009), La Biblioteca de Scardanelli (Hernán Gené, La Veleta, 2015), Mutis (Hernán Gené, El Umbral de la Primavera, 2016).

## Música de televisión
Compuso música para los siguientes programas de televisión: Cha Cha Chá (1991), De la Cabeza (1992), El Precio del Poder (1993), Del Tomate (1994), Tardes de Sol (1994-1995), MTV Latin (1996), Musicable (1999).

## Discografía
- 1973: Simple «Nosotros en tus Entranas»/«Vas Creciendo», Mesias (Talent- EMI/ Odeon)
- 1980: Sencillo «Casa de Arañas», David Lebón (EMI-Microphon Argentina)
- 1988: Sencillo «La Dicha en Movimiento», Los Twist (EMI-Microphon Argentina)
- 1990: Álbum No Empujen, Reverendos Hijos (Leader Music)
- 1992: Tropi-Techno, TropiMix, Pinocho Arias (J.Music)
- 1994: Estaba en Llamas Cuando Me Acoste, Casandra Lange-Charly García (Sony Music CD)
- 1995: Charly García, MTV Unplugged, Charly García (Sony Music CD)
- Tardes de Sol, Soledad Silveyra (Leader Music)
- 1996: Say no More, Charly García (Sony Music)
- 1997: Malevo - (Manhattan Records)
- 1998: Alta Fidelidad, Mercedes Sosa-Charly García (Polygram)
- 2000: Acariciando el Dolor, Padre César (Música Maestro).